# Новозеландски национален фронт
Новозеландски национален фронт (на английски: New Zealand National Front, NF) e новозеландска бяла националистическа политическа партия. Партията е създадена през 1968 година от Брайън Томпсън. Към 2011 г. тя няма официална регистрация и не участва със свои листи на парламентарни избори.